# أنطوني توما
أنطوني توما (بالفرنسية: Anthony Touma)‏ (21 مايو 1992 -) هو مغني لبناني-فرنسي.

## حياته
مولود في بكفيا، لبنان عام 1992 وبالإضافة إلى إتقانه العزف على البيانو منذ السبع سنوات والإيتار.

## مسيرته
بدأ حياته الفنية الموسيقية في بيروت حيث كان أهله من الموسيقيين، ودرس البيانو بعمر صغير. بعد الدراسة الثانوية، دخل الجامعة الأميركية في بيروت، حيث درس إدارة الأعمال، وفي الوقت ذاته بدأ يصدر أغاني من تأليفه وتلحينه عبر المواقع الإلكترونية. واشتهر بأداء أغنيته الخاصة "Morning Walk" . على يوتيوبالني عرضت عبر شاشات التلفزيون في لبنان وفي المحطات الإذاعية الغربية العاملة في البلد عام 2011. كما اشترك توما في الألعاب الفرنكوفونية الثقافية لتمثيل لبنان في البطولة العالمية للثقافة الفرنسية وحلّ ثانيا.
اشترك أنطوني توما عام 2013 في الدورة الثانية من النسخة الفرنسية من ذا فويس ويعرف بـ The Voice, la plus belle voix وهو برنامج مسابقات لأجمل صوت في فرنسا. في الحلقة الأولى قدّم أغنية "Billy Jean" لـمايكل جاكسون حيث أدى الأغنية وهو يعزف على البيانو في ذات الوقت، واختار القضاة الأربعة أي غارو (Garou) وفلوران بانيي (Florent Pagny) ولوي بيرتينياك (Louis Bertignac) وجنيفر (Jenifer) المرشح توما مديرين كراسيهم. اختار أنطوني توما أن يكون من ضمن فريق المغنية جنيفر.
توما تخطى عدة مراحل مهمة ووصل إلى المرحلة النصف نهائية (8 متسابقين مع متسابقين اثنين لكل قاض)، وخسر في هذه المرحلة أمام منافسه في فرقة جنيفر المدعو Olympe، منهيا الجولة في المرتبة 5 إلى 8 في الدورة الثانية من برنامج Voice, la plus belle voix
اثنين من الأغاني المؤداة من أنطوني توما برزوا في قائمة أغاني فرنسا المعروفة بـSNEP.
- فبراير/شباط 2013: "Billy Jean" ووصل بها إلى المرتبة 58 (الأصلية لمايكل جاكسون)
- مايو/أيار 2013: "Les mots bleus" وصل بها إلى المرتبة 73 (الأصلية
- مايو/أيار 2013: "Stay" وصل بها إلى المرتبة 147 (الأصلية لريهانا)

غنّى. توما ديو مع الفنان الاجنبي Enrique Iglesias أغنية Let me be your lover.
شارك توما في العام 2015 في برنامج Dancing with the stars-رقص النّجوم مع زميلته كلوي حوراني وربحا الموسم الثّالث منه.
في مارش 2015 قدّم أوّل ألبوم له Maintenant c'est l'heure وغنّى مع زميله محمّد عطيّة أغنية «كل ليلة» العربيّة-الإنجليزية

## وصلات خارجية
- موقع يوتيوب لأنطوني توما
- موقع فيسبوك لأنطوني توما  على فيسبوك.